# Бундурин, Фридрих Микелевич
Фридрих Микелевич (Миккелев) Бундурин (17 апреля 1896, Рижский уезд — 22 марта 1918, Новосильский уезд Тульской губернии) — российский революционер.

## Биография
Родился в семье крестьянина Аллажской волости Рижского уезда Лифляндской губернии. C малых лет был отдан в ученики ремесленнику.
Работал слесарем на вагоностроительном заводе акционерного общества «Феникс» в Риге. За участие в забастовке был уволен и занесен в «черные списки». Устроился слесарем на Рижскую велосипедную фабрику Лейтнера.
Участвовал в революционной борьбе в Риге. Принимал участие в митингах, забастовках, распространении листовок, вёл пропагандистскую работу среди рабочих, нередко проводил читку газет, получаемых от Рижского комитета «Социал-демократии Латышского края».
С апреля 1914 года под надзором полиции, в августе этого же года арестован за распространение листовок, заключен в тюрьму. В феврале 1915 года Двинский военноокружной суд приговорил его к 5 годам каторжных работ. Некоторое время находился в Московской тюрьме, а затем был переведен в каторжную Владимирскую тюрьму. Из заключения был освобожден в результате Февральской революции 1917 года.
В Москве получает партийное задание организовать партийную ячейку на Московской ситценабивной фабрике Цинделя. Работая слесарем, создаёт там первую цеховую партячейку, выбран председателем фабричного профсоюзного комитета, избран гласным Московской городской думы от Пятницкого района.
В середине октября 1917 года был командирован в Тульский МОБ РСДРП(б).
В ночь на 27 октября 1917 года на экстренном собрании большевистского актива вошёл в состав Военно-революционного комитета (ВРК) Тульского Совета рабочих и солдатских депутатов. Проводил активную работу по организации Красной Гвардии. По распоряжению ВРК был назначен губернским комиссаром по продовольствию.
В конце января 1918 года в составе группы тульских большевиков прибыл в город Ефремов. По его инициативе 1 февраля 1918 года состоялось общее собрание Совета крестьянских депутатов, на котором было принято решение о слиянии Советов и образовании первого в истории Ефремовского уезда исполнительного комитета Совета рабочих, солдатских и крестьянских депутатов. Объединённый совет назначил 11 комиссаров по различным отраслям управления и послал телеграмму Совету народных комиссаров (СНК) в Москву об установлении советской власти в Ефремове и Ефремовском уезде.
22 марта 1918 года, находясь с продотрядом в деревне Панькове Судбищенской волости Новосильского уезда Тульской губернии, он, вместе с ещё четырьмя бойцами отряда, был убит крестьянами.
Позднее они с почестями были похоронены в Туле на углу Киевской и Гоголевской — так появилось кладбище Жертв Революции (позднее «Кладбище Коммунаров», ныне, после объединения в 70-х разрозненных захоронений в единую братскую могилу — сквер на углу проспекта Ленина и ул. Гоголевской).
В 1918 году одна из улиц Тулы названа его именем.